# Збройні сили Румунії

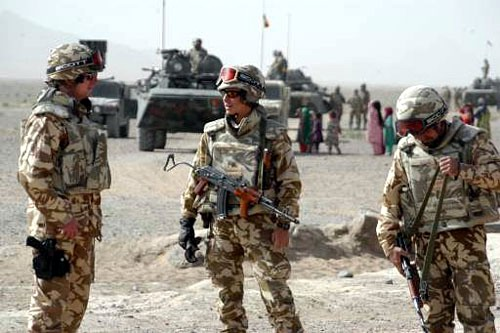
Румунські війська в Афганістані.

Збройні сили Румунії (рум. Forțele Armate Române або рум. Armata Română) — відповідають за оборону Румунії та призначені для захисту свободи, незалежності та територіальної цілісності країни. Збройні сили Румунії складаються з сухопутних військ, військово-морських сил та повітряних сил.
Верховним Головнокомандувачем Збройних сил країни є Президент Румунії Клаус Йоганніс. Міністерство оборони Румунії на чолі з Габріелем Опря відповідає за державну політику у сфері оборони. Головнокомандувач Збройних сил країни — адмірал Георге Марін, який очолює Генеральний штаб ЗС Румунії.
Всього витрати на оборону в наш час[коли?] становить 2,05 % від загального ВВП країни, що становить приблизно 2,9 мільярда доларів (47 позиція у світі).
90 000 чоловіків і жінок в наш час[коли?] складають Збройні Сили, 75 000 з яких є військовослужбовцями та інші 15 000 — цивільними особами. Сухопутні війська мають силу в 45 800 осіб, 13 250 — повітряні сили, 6 800 — військово-морські сили, решта 8 800 служать в інших областях.
5 лютого 2018 року у Кишиневі міністр оборони Молдови Еуджен Стурза зі своїм румунським колегою Міхаєм Фіфором узгодили створення спільного батальйону за прикладом міжнародного інженерного батальйону «Тиса».

## Озброєння
Сухопутні війська Румунії в останні роки провели капітальний ремонт свого устаткування, і мають сьогодні сучасну армію з безліччю можливостей НАТО. Вони беруть участь у миротворчих місіях в Афганістані поряд з іншими країнами НАТО. Повітряні сили використовують модернізовані радянські МіГ-21, які повинні бути замінені новими винищувачами до 2013 року, відповідно до сучасних планів, проте через погане фінансування економічні плани можуть бути підкоректовані. ВПС також передано 7 нових тактичних модернізованих літаків C-27J Spartan, щоб замінити частину старого транспорту. Два колишні фрегати Тип 22 з Королівського флоту були придбані ВМС в 2004 році та ще чотири сучасні корвети будуть введені в експлуатацію в найближчі кілька років. Три вертольоти вітчизняного виробництва IAR 330 Puma NAVAL на замовлення військово-морських сил були введені в експлуатацію в кінці 2008 року.

## Жива сила
Румунія вступила в НАТО у 2004 році. Як наслідок, були зроблені великі приготування, щоб скасувати призов на військову службу у 2007 році й створити професійну армію.
Нові збройні сили включають в себе 90 000 чоловіків і жінок, з яких близько 75 тисяч є військовослужбовцями (решту 15 000 або близько того — цивільні особи). 60 000 з 90 000 становлять активні сили; 30 000 становлять територіальні сили. З 75 тисяч військ, які становлять дійсну військову силу, близько 45 800 складають сухопутні війська, 13 250 служать у румунських ВПС і 6 800 перебувають в румунських військово-морських силах, решта 8800 служать в інших областях.

## Модернізація
Румунські військові сили проходять триступеневу реструктуризацію. У 2007 році перший короткостроковий етап був завершений. 2015-й знаменує закінчення другої стадії, коли збройні сили будуть досягати чудової сумісності з силами НАТО. У 2025 році довгостроковий етап має бути завершений. Етапи спрямовані на модернізацію структури збройних сил, скорочення персоналу, а також придбання новіших і досконаліших технологій, сумісних зі стандартами НАТО.

## Поточна дислокація
Румунські війська брали участь в окупації Іраку, досягши свого піка в 730 солдатів, перш ніж повільно скоротилися до 350 солдатів. Румунія припинила свою місію в Іраку і вивела свої останні війська 24 липня 2009-го.
Румунія в наш час[коли?] має війська, дислоковані в Афганістані, і планує майже подвоїти чисельність своїх військ там до 1800 осіб, до вересня 2010 року, відповідно до заяви, зробленої президентом Траяном Бесеску у Празі 8 квітня 2010 року.
Станом на початок вересня 2013 року румунський контингент в Афганістані налічував 1600 військовослужбовців. За час перебування в Афганістані загинув 21 румунський військовий.

## Стратегія національної оборони
Відповідно до Стратегії національної оборони (рум. Strategia Națională de Apărare) на 2020—2024 роки, Румунія вперше визнала Росію ворожою державою. У документі підкреслюється агресивність РФ, яка намагається втрутитися у справи регіону. Зокрема, зазначаються її «гібридні дії з мілітаризації Чорноморського регіону», які порушують міжнародне право, — через це можуть виникнути збройні конфлікти. Підірвати безпеку в регіоні також може зміцнення зв'язків між Росією і Молдавією, які підривають відносини із західними країнами та НАТО. У Стратегії також згадується збройний конфлікт на сході України, де російська сторона дестабілізує ситуацію.

## Інші воєнізовані установи
Наступні установи румунських, які мають військовий статус, але не є частиною збройних сил:
- Румунська жандармерія (Jandarmeria Română), у підпорядкуванні Міністерства адміністрації та внутрішніх справ;
- Inspectoratul General al Corpului Pompierilor Militari (військові пожежники) і Comandamentul Protecţiei Civile (цивільна оборона), об'єднана в румунську інспекцію з надзвичайних ситуацій при Міністерстві внутрішніх справ;
- Serviciul Român de Informaţii (Румунська розвідувальна служба);
- Serviciul de Protecţie şi Pază (захист і служба охорони, забезпечує захист румунських і іноземних посадових осіб);
- Serviciul de Telecomunicaţii Speciale (Спеціальна служба телекомунікацій);
- Serviciul de Informaţii Externe (Служба зовнішньої розвідки).